# James Morrison
James Morrison (właśc.: James Morrison Catchpole, ur. 13 sierpnia 1984 w Rugby) – angielski piosenkarz i twórca tekstów. Wykonawca muzyki z pogranicza rocka, southern rocka, rocka alternatywnego i popu. Jego muzyczne inspiracje to Al Green, Otis Redding, The Kinks. Zadebiutował singlem „You Give Me Something”, który stał się hitem w Europie i Japonii. Jego debiutancki album „Undiscovered”, wydany 31 lipca 2006, od razu stał się numerem jeden w Wielkiej Brytanii i od 24 grudnia 2006 sprzedał się na świecie w liczbie 1 mln egzemplarzy.

## Kariera muzyczna
W wieku 13 lat zaczął uczyć się gry na gitarze po tym, jak wujek Will pokazał mu, jak grać bluesowe riffy na tym instrumencie. Zdolności doskonalił również wtedy, kiedy zamieszkał w miejscowości Porth, w Konrnwalii, z dala od rodzinnego domu. Po latach prób, graniu utworów innych wykonawców, zaczął tworzyć swoją własną muzykę. W karierze artystycznej postanowił odrzucić nazwisko rodowe i pozostawić - James Morrison, zaś wytwórnia płytowa Polydor zdecydowała się dać mu szansę i podpisać kontrakt. "Undiscovered" zebrało fantastyczne recenzje. "Na tej płycie nie ma złej piosenki" (The Sun). Album w chwili obecnej zdobył status platynowej płyty na rynku brytyjskim.
Zdecydowanie najmocniejszą stroną Jamesa jest jego głos. Często porównywany jest do brzmienia czarnych piosenkarzy z kręgu R&B. Jego niepowtarzalność to efekt choroby - krztuśca, który prawie odebrał mu życie we wczesnym dzieciństwie. Jego soulowa muzyka zawiera pełną gamę uczuć. 
Jego drugi album "Songs For You, Truths For Me" oraz singiel "You Make It Real" ukazały się pod koniec września 2008. Album zawiera 12 utworów utrzymanych w stylu pop z elementami rocka, jazzu, chillout. W wydanym 8 grudnia 2008 singlu "Broken Strings" w duecie z Jamesem śpiewa Nelly Furtado. 
James pracował również z Jessie J. Owocem tej pracy jest piosenka "Up".

## Życie prywatne
Artysta od dawna jest związany ze swoją dziewczyną, Gill. 30 września 2008 roku urodziło się pierwsze dziecko pary, dziewczynka Elsie.

## Dyskografia

### Albumy
- Undiscovered – 2006
- Songs for You, Truths for Me – 2008
- The Awakening – 2011
- Higher Than Here – 2015

### Single
- You Give Me Something - 16 lipca 2006
- Wonderful World - 2006
- The Pieces Don't Fit Anymore - 2006
- Undiscovered - 2007
- One Last Chance - 2007
- You Make It Real - 2008
- Broken Strings (feat. Nelly Furtado) – 2008
- Please Don’t Stop The Rain - 2009
- Nothing Ever Hurt Like You - 2009
- Get to you - 2009
- I Won't Let You Go - 2011
- Slave to the Music - 2011
- Up (feat. Jessie J)- 2011
- One Life - 2012
- Demons - 2015
- Stay Like This - 2015